# Ígor Trushkin
Ígor Trushkin (en ruso: Игорь Сергеевич Трушкин; 17 de enero de 1994) es un futbolista ruso, jugador de fútbol sala. Juega como portero en el club Dina Moscú.

## Biografía
Trushkin fue un alumno de la Academia de fútbol sala del Dina. Después estudió en el Instituto de la educación estatal y municipal. Debutó en el equipo principal del Dina en la temporada 2012/2013, jugó cuatro partidos. Al año siguiente llegó a ser un campeón nacional. Ha jugado 41 partidos en el Dina, dejando pasar 97 balones.

## Palmarés
•	Bronce en el Campeonato Nacional Juvenil
•	Ganador del Campeonato Nacional Juvenil en la zona Ural - Siberia Occidental
•	Ganador del Campeonato de dobles de la Super Liga de región central de Rusia (2012/13)
•	Campeón de Rusia de fútbol sala (2013/14)